# بودویتچ (دهانه)
بودویتچ یک دهانه برخوردی در ماه است.

## دهانه‌های اقماری
این دهانه ۲ دهانه اقماری دارد.
| Bowditch | عرض جغرافیایی | طول جغرافیایی | قطر          |
| -------- | ------------- | ------------- | ------------ |
| M        | ۲۶٫۷° S       | ۱۰۳٫۳° E      | ۱۶٫۰ کیلومتر |
| N        | ۲۶٫۶° S       | ۱۰۲٫۸° E      | ۱۶٫۰ کیلومتر |